# Langues à Djibouti
Les deux langues officielles de la république de Djibouti sont le français et l'arabe. L'afar et le somali sont dites « langues nationales ». Avec l'oromo et l'amharique dans la ville de Djibouti, ce sont les principales langues de la vie quotidienne.
Selon le rapport 2018 de l'Office de la langue française (OLF), Djibouti compte 50 % de francophones,. Le français est la principale langue de la scolarisation, du primaire à l'université, à côté d'une filière arabophone.

## Pratique des langues
En 2009, le somali est parlé par 598 000 personnes dans la capitale, l'afar par 82 700 personnes à Djibouti  et l'oromo par de nombreux habitants, souvent venus d'Éthiopie.

## Langues et internet
En mai 2014, le français est la langue la plus utilisée dans les posts depuis Djibouti sur Facebook avec 82 %, l'anglais est deuxième avec 14 %, et l'arabe troisième avec 4 %.
En décembre 2014, l'encyclopédie Wikipédia en langue anglaise est la plus consultée à Djibouti avec 67 % des pages vues, sans doute surtout par les soldats américains présents sur place, mieux équipés en connexion internet que le reste de la population. La  version française est la deuxième plus consultée avec 24 % des pages vues, suivie de l'arabe avec 14 % et enfin la version somalie avec 1 % des pages vues